# 马尔特朗日
马尔特朗日（法語：Martherenges，法語發音：[maʁtəʁɑ̃ʒ]）是瑞士沃州的一个旧市镇。在行政上属于格罗德沃区管辖。马尔特朗日的总面积为0.83平方公里。截至2010年底，总人口为65。